# Willy Vanden Berghen
Willy Vanden Berghen (Koningslo (Vilvoorde), 3 juli 1939 - 30 maart 2022) was een Belgisch wielrenner.

## Wielerloopbaan
Vanden Berghen werd al in zijn jonge jaren beschouwd als groot talent. Reeds bij de nieuwelingen grossierde hij in overwinningen (97 stuks).
Vanden Berghen won een bronzen medaille op de Olympische wegrit te Rome in 1960.
Tevens won hij een bronzen medaille op het WK voor amateurs op de Sachsenring datzelfde jaar waar hij in de tang werd genomen door de enkele jaren oudere topfavoriet Oost-Duitser Gustav "Täve" Schur die eeuwige roem vergaarde door zijn kansen op een derde wereldtitel op te offeren voor zijn landgenoot Bernhard Eckstein dewelke voor 300.000 toeschouwers wereldkampioen werd. Verder won hij in 1959 de nationale amateurtitel achtervolging op de piste en in 1960 de Ronde van Vlaanderen voor amateurs.
Hij kon dan ook reeds in 1961 als beroepsrenner aan de slag bij het Franse Mercier met als kopman Raymond Poulidor.
In zijn eerste Tour-deelname in 1962 won hij meteen een rit (in Le Havre) en werd hij twee dagen later in Brest door zijn eigen ploegmaat Robert Cazala geklopt in de spurt.
Daarna haalde hij echter geen noemenswaardige successen meer. De carrière van Vanden Berghen eindigde na een ongelukkige val van de keldertrap met een zwaar meniscusletsel als gevolg.

## Erelijst

### Baan
| Jaar     | BK                         | EK       | WK       | Overige  |
| Amateurs | Amateurs                   | Amateurs | Amateurs | Amateurs |
| -------- | -------------------------- | -------- | -------- | -------- |
| 1959     | Achtervolging · Ploegkoers |          |          |          |
| 1960     |                            |          |          |          |
| Elite    |                            |          |          |          |
| 1961     |                            |          |          |          |
| 1962     |                            |          |          |          |
| 1963     |                            |          |          |          |
| 1964     | Ploegkoers                 |          |          |          |

### Weg
1958
- Algemeen klassement Flèche du Sud
- 4e etappe Ronde van Zweden
- Gent - Staden

1959
- Brussel-Bever
- Schaal Sels
- Nationaal kampioenschap op de weg (militairen)

1960
- 12e etappe deel a Vredeskoers
- Heistse Pijl
- GP de la Famenne
- 's Gravenbrakel
- Waarschoot
- Olympische Spelen wegrit
- Wereldkampioenschap op de weg (amateurs)

1961
- Buggenhout
- Ronde van Oost-Vlaanderen
- 1e etappe Waals Weekend
- Jambes

1962
- Monaco
- 3e etappe deel b Parijs - Nice
- 4e etappe Ronde van Frankrijk
- Machelen
- Sint-Lambrechts-Woluwe

1963
- Tienen-Potterie
- Petegem-aan-de-Leie

## Resultaten in voornaamste wedstrijden
| Jaar | Ronde van Italië | Ronde van Frankrijk | Ronde van Spanje |
| ---- | ---------------- | ------------------- | ---------------- |
| 1960 |                  |                     |                  |
| 1961 |                  |                     |                  |
| 1962 |                  | 34e (1)             |                  |
| 1963 |                  |                     |                  |

| Jaar | Milaan-San Remo | Gent-Wevelgem | Parijs-Roubaix | Luik-Bast.‑Luik | Ronde van Lombardije | Waalse Pijl | Parijs-Brussel |  | WK op de weg |
| ---- | --------------- | ------------- | -------------- | --------------- | -------------------- | ----------- | -------------- |  | ------------ |
| 1960 |                 |               |                |                 | 46e                  |             |                |  |              |
| 1961 | 46e             |               | 43e            |                 |                      | 7e          | 58e            |  |              |
| 1962 |                 | 77e           |                | 7e              |                      |             |                |  | opgave       |
| 1963 |                 |               |                |                 |                      | 9e          | 8e             |  |              |

## Ploegen
- 1960 - Mercier-BP-Hutchinson
- 1961 - Mercier-BP-Hutchinson
- 1961 - Kint-Mercier
- 1962 - Mercier-BP-Hutchinson
- 1963 - Mercier-BP-Hutchinson
- 1963 - L. Bobet-BP-Hutchinson
- 1963 - Theugels-Robur (vanaf 01-05)
- 1964 - Flandria-Romeo
- 1964 - Dr. Mann
- 1965 - Legnano
- 1965 - Dr. Mann
- 1965 - Lamot-Libertas
- 1966 - Solo-Superia

Wielerploegen van Willy Vanden Berghen
Abadie ·
Aerenhouts ·
Batan ·
Beuffeuil ·
Bianco ·
Bihouée ·
Bourlès · 
Bouvet ·
Cazala ·
Dacquay ·
Dambrune ·
Desbats ·
Drissi Ben Brahimi ·
Everaerts ·
Fayard ·
Gainche ·
Gauthier ·
Gouget ·
Huot ·
Lapébie ·
Laversin ·
Le Bigaut ·
Leborgne ·
Lebuhotel ·
Le Dissez ·
Massard ·
Meneghini ·
Negroni ·
Paulissen ·
Perpet ·
Picot ·
Pipelin ·
Poulidor ·
Privat ·
Queheille ·
Quevat ·
Ricou ·
Sá ·
Sabathier ·
Sabbadini ·
Schils ·
Sentier ·
Trochut ·
Van den Boer · 

Van Holsbeke ·
Van Tongerloo ·
Vanden Berghen ·
Velly ·
Verdeun ·
Wasko
Abadie ·
Aerenhouts ·
Anastasi ·
Beuffeuil ·
Bianco ·
Bihouée ·
Bourlès · 
Cazala ·
Drissi Ben Brahimi ·
Fayard ·
Ferrer ·
Fraisseix ·
Gainche ·
Gandolfo ·
Gauthier ·
Geyre ·
Hellemans ·
Huot ·
Le Bihan ·
Lebuhotel ·
Le Dissez ·
Manzano ·
Meneghini ·
Picot ·
Pipelin ·
Poulidor ·
Privat ·
Sabbadini ·
Schils ·
Sentier ·
Trochut ·
Vanden Berghen ·
Vercauteren ·
Verdeun ·
Verlinden ·
Wasko
Abadie ·
Aerenhouts ·
Anastasi ·
Bello ·
Beuffeuil ·
Bihouée ·
Bourlès · 
Carfantan ·
Cazala ·
Drissi Ben Brahimi ·
Ferrer ·
Fraisseix ·
Gainche ·
Gandolfo ·
Gestraud ·
Hellemans ·
Huot ·
Jouglain ·
Laversin ·
Leborgne ·
Lebuhotel ·
Le Dissez ·
Manzano ·
Mazeaud ·
Melckenbeeck ·
Meneghini ·
Pipelin ·
Piszczek ·
Poulidor ·
Privat ·
Ricou ·
Sabbadini ·
Schils ·
Sentier ·
Trochut ·
Vanden Berghen ·
Van Schil ·
Verlinden ·
Wasko
Anastasi ·
de Bakker ·
Barmier ·
Bello ·
Benet ·
Bernet ·
Beuffeuil ·
Bihouée ·
Bourlès · 
Brux ·
Cazala ·
Cloarec ·
Deloche ·
Delplanche ·
Eugen · 
Ferrer ·
Fontagneres ·
Fraisseix ·
Gainche ·
Gandolfo ·
Gestraud ·
Hellemans ·
Henwood ·
Jouglain ·
Laversin ·
Le Bihan ·
Leborgne ·
Lebuhotel ·
Le Dissez ·
Le Grevès ·
Manzano ·
Marcarini ·
Martin ·
Mazeaud ·
Melckenbeeck ·
Meriaux ·
Milesi ·
Piszczek ·
H. Poulidor ·
R. Poulidor ·
Quéméré ·
Quevat ·
Ricou ·
Rosnarbo ·
Sabbadini ·
Sentier ·
Serre ·
Trochut ·
Vanden Berghen ·
Van Schil ·
Verhaegen ·
Vermeulen ·
Wasko
Andries ·
Aper ·
Binggeli ·
Blockx ·
Bocklant ·
Boonen ·
Boucquet ·
Brands ·
Cooreman ·
Corstjens ·
Couchez ·
De Loof ·
E. Demunster · 
L. Demunster ·
De Neef ·
Deloof ·
Deville ·
Dujardin ·
Eeckhout ·
Esprit ·
Eugen ·
Everaerts ·
Foré ·
Gekière ·
Gevaert ·
Goots ·
Haelterman ·
Haven ·
Heuvelmans ·
Hoevenaars ·
Jongen ·
Lauwers ·
Lenaers ·
Meert ·
Nolmans ·
Ongenae ·
Peelen ·
Planckaert ·
Post ·
Reybrouck ·
Roman ·
Rüegg ·
Samyn ·
Marcel Seynaeve ·
Michel Seynaeve ·
Suárez ·
Thull ·
Vandenberghe ·
Van Der Vloet ·
Van Poucke ·
Van Tongerloo ·
Vanclooster · 
L. Van Damme · 
R. Van Damme ·
Vandecaveye ·
Vanden Berghen ·
Vanhevel ·
Vanneste ·
van de Ven ·
Vannitsen ·
Vrancken · 
Vyncke ·
van der Vleuten ·
Zilverberg
Baguet ·
Ballegeer ·
Buysse ·
Daems ·
De Pauw ·
De Pré ·
De Sitter ·
De Wolf ·
Delaere ·
Delvael ·
Derboven ·
Desmet ·
Himpe ·
Hoskens ·
Janssen ·
Jaroszewicz ·
Lelangue ·
Lykke ·
Maes ·
Mattheus ·
Monteyne ·
Poppe ·
Post ·
Scrayen ·
Seeuws ·
Sels ·
Sercu ·
Sorgeloos · 
Stevens ·
Van Aerde ·
Van Hout ·
Van Looy ·
Van Maele ·
Van Steenbergen ·
Van Vreckom ·
Vanden Berghen ·
Verkindere